# Pierre Paul Prud’hon

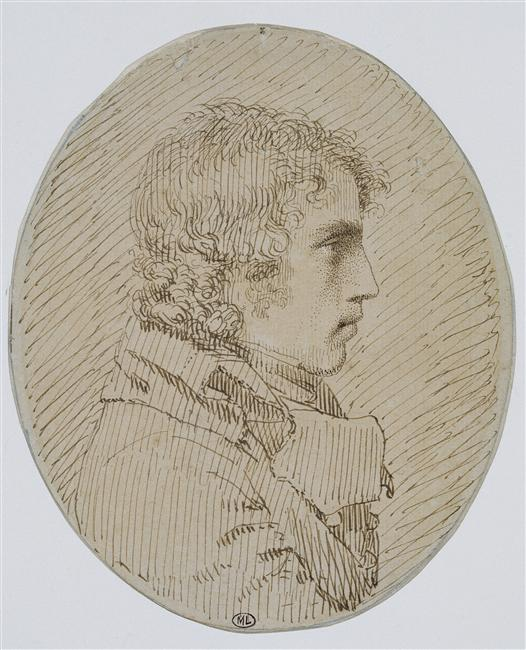
Pierre Paul Prud’hon: Selbstporträt

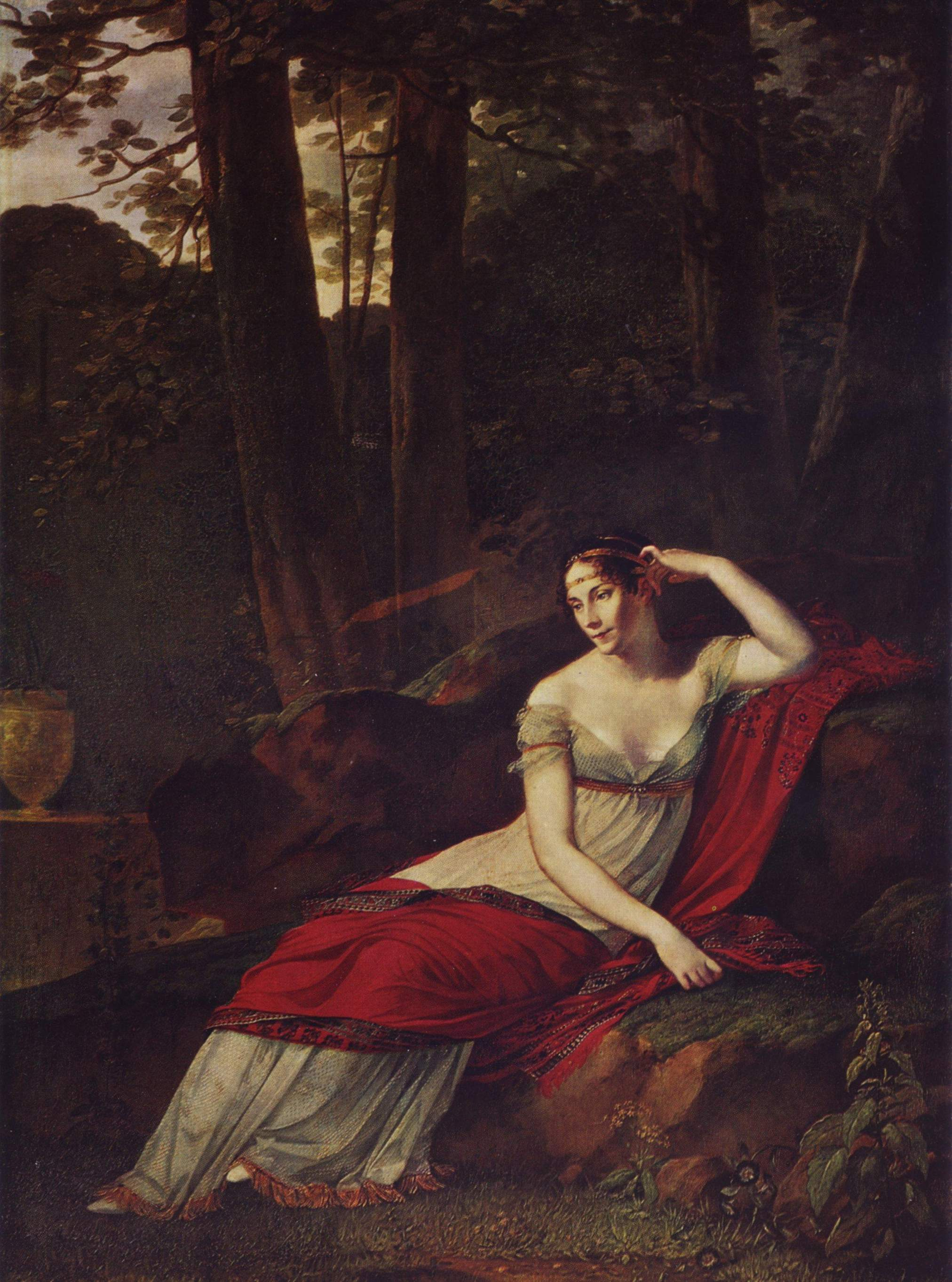
Pierre Paul Prud'hon: Porträt der Kaiserin Joséphine (1805); Öl auf Leinwand, 244 × 179 cm; Musée du Louvre, Paris

Pierre Paul Prud’hon, gelegentl. Pierre Paul Prudhon (* 4. April 1758 in Cluny; † 14. Februar 1823 in Paris) war ein französischer Maler des Übergangs vom Klassizismus zur Romantik.

## Leben und Wirken

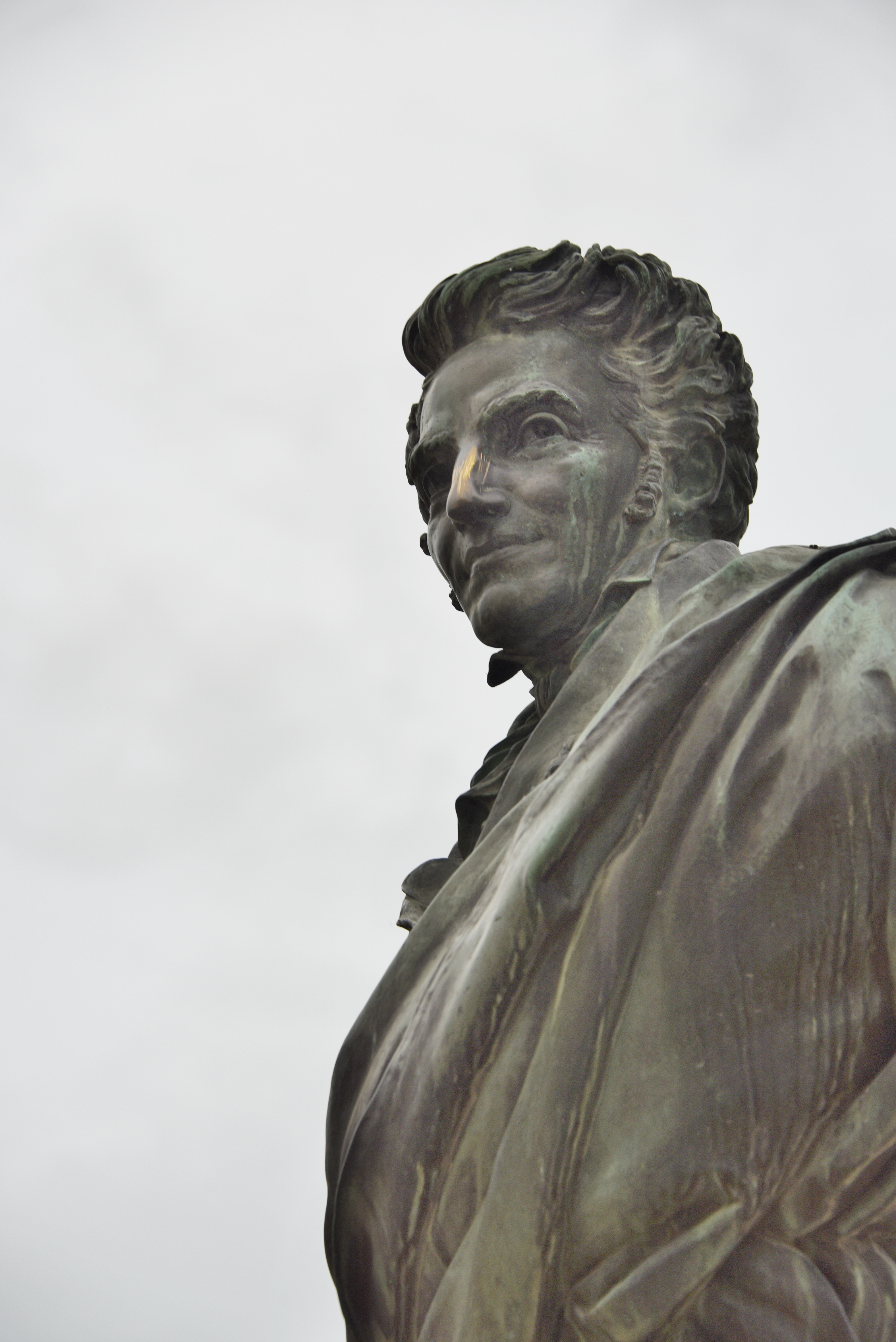
Denkmal in Cluny

Prud’hon wurde in Dijon Schüler des Malers François Desvoges. Nach seiner Ausbildung dort ließ sich Prud’hon in Paris als freischaffender Künstler nieder und spezialisierte sich auf Porträts. Auf Anregung seines Lehrers Desvoges ging Prud’hon 1782 für sechs Jahre nach Italien.  Dort studierte er die antiken Künstler und die des 16. Jahrhunderts, insbesondere die Werke von Leonardo und Correggio. Die meiste Zeit wirkte und lebte er in Rom, wo er die Arbeit des Bildhauers Antonio Canova kennenlernte. 1788 kehrte er nach Paris zurück und ließ sich dort erneut als Künstler nieder. Während der Französischen Revolution fristete Prud’hon ein ziemlich armseliges Leben. Für Politik interessierte er sich nicht, und geschäftstüchtig war er auch nicht. Während dieser Jahre heiratete er und hatte mit seiner Ehefrau fünf Kinder.
Im Jahre 1799 gelang es ihm, bei einer Ausstellung des Pariser Salons teilzunehmen und mit einer Zeichnung die Aufmerksamkeit auf sich zu lenken. Noch während der Ausstellung erhielt er den Auftrag, im Louvre einen Saal mit einem Deckengemälde, Jupiter und Diana, zu gestalten.
1800 kam die Malerin Constance Mayer als Schülerin in sein Atelier. Zu dieser Zeit war Prud’hons Ehefrau bereits wegen „skandalösen Verhaltens“ in eine geschlossene Anstalt eingewiesen worden. Nach kurzer Zeit wurde aus seiner Schülerin seine Geliebte. Sie kümmerte sich um Prud’hons Kinder, finanzierte ihn und knüpfte wichtige Kontakte zum Kaiserhof. Als Prud’hon 1805 Kaiserin Joséphine malte, war dies allein seiner Geliebten zu verdanken. Auch die Vermittlung Prud’hons als Zeichenlehrer von Marie-Louise von Österreich leitete sie in die Wege. Dadurch wollte „tout Paris“ von Prud’hon gemalt werden. Mayers Werke wurden oftmals unter dem Namen Prud’hons verkauft, um einen vielfach höheren Preis zu erzielen, was die nachträgliche Zuordnung der Werke zuweilen erschwerte.
1816 nahm die École des Beaux-Arts in Paris den Maler als Mitglied auf. Zu dieser Zeit hatte Prud’hon bereits an der Sorbonne eine geräumige Wohnung mit einem großzügigen Atelier zur Verfügung gestellt bekommen. Constance Mayer lebte dort mit ihm zusammen, doch hatte sie zur Wahrung des sittlichen Scheins im selben Stockwerk eine eigene Wohnung mit Atelier bezogen. Diese hatte er als Lehrer seiner vorgeblichen Schülerin verschafft. Am 26. Mai 1821 gegen 11 Uhr vormittags verabschiedete sich Constance Mayer von ihrer Schülerin Sophie Duprat; kurz darauf nahm sie sich in ihrem Atelier das Leben, indem sie sich die Kehle durchschnitt. Die Spekulationen für die Gründe ihres Suizids reichten von einem gebrochenen Heiratsversprechen bis hin zu künstlerischen Selbstzweifeln. Prud’hon stellte im darauffolgenden Jahr in der Ausstellung des Pariser Salons von 1822 eine Retrospektive von Constance Mayers Werken der Öffentlichkeit vor. Er starb im Alter von 65 Jahren am 14. Februar 1823 in Paris.

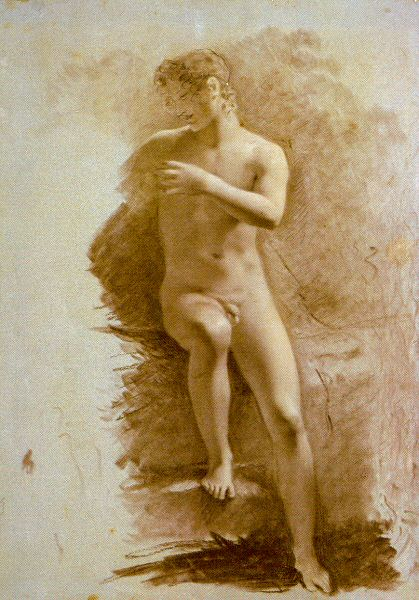
Pierre Paul Prud'hon: Kreidezeichnung, weiß gehöht auf blau getöntem Papier

## Zum Werk
Prud’hons Bedeutung liegt darin, dass er im Gegensatz zu Jacques Louis David das malerische Element und die Wirkung des Lichts betonte. In Paris hatte er zwar David durchaus nahegestanden, aber dessen strengen, zeichnerisch-plastischen Stil nicht übernommen. Vielmehr war Prud’hons Malerei durch die Impulse der römischen Renaissance ebenso wie die des Bildhauers Canova gekennzeichnet und zeigt im Stil eine besondere Weichheit und Empfindsamkeit.
Prud'hon hatte maßgeblichen Anteil an der Entwicklung der klassizistischen Dekorationsmalerei in Paris, die er zu monumentaler Wirkung brachte. Seine Porträts betonen durchweg eine selbstbewusste Haltung der Dargestellten, geben diesen indes auch eine gewisse Melancholie. Seine Kreidezeichnungen, mit Weiß gehöht auf getöntem Papier, erreichen eine an Correggio erinnernde Wirkung. Als Meister der weichen Tönung vermittelte er zwischen Klassizismus und Romantik in Frankreich und leitete eine Wiederentdeckung der Hochrenaissance ein. Durch Möbel- und Dekorationsentwürfe nahm er auch Einfluss auf das Kunsthandwerk des Empire.

## Werke (Auswahl)
- Jupiter und Diana
- Entführung Psyches durch Zephyr
- Gerechtigkeit und Rache, den Verbrecher verfolgend
- Der im Baum schaukelnde Zephyr